# Roberto Cantero
Roberto Cantero Babiano (14 novembre 1977) è uno schermidore spagnolo, specializzato nella spada.

## Biografia
Nei campionati europei di scherma ha conquistato una medaglia d'argento a Funchal nel 2000, nella gara di spada a squadre.

## Palmarès
In carriera ha conseguito i seguenti risultati:
- Europei

Funchal 2000: argento nella spada a squadre.